# Мадагаскарска бекасина
Мадагаскарската бекасина (Gallinago macrodactyla) е вид птица от семейство Бекасови (Scolopacidae). Видът е световно застрашен, със статут Уязвим.

## Разпространение
Видът е разпространен в Мадагаскар.